# Carrousel (groupe)
Pour les articles homonymes, voir Carrousel.
Carrousel est un groupe suisse pop/folk, formé en 2008 à Paris par Sophie Burande et Léonard Gogniat. Désormais basé au Jura (Suisse romande), le duo évolue dans un style entre pop, folk et chanson francophone moderne.

## Biographie

### Débuts etTandem(2007–2010)
Sophie Burande et Léonard Gogniat se rencontrent en 2007 sur une terrasse d'un café du Sud de la France[réf. souhaitée]. Ils sont mariés et ont deux enfants.
Après six mois de travail à Paris en 2008[réf. souhaitée], ils fondent Carrousel et travaillent sur les premières démos.
Carrousel est révélé par la radio estudiantine suisse Fréquence Banane lorsqu'il remporte le tremplin musical Lôzanne RadioActive en 2009, lui donnant accès au festival Rock Oz’Arènes. Après un EP trois titres et une tournée, Carrousel sort son premier album, Tandem, en 2010. Le duo repart alors en tournée avec Thierry Cattin à la batterie et Christian Bron à la basse. Le premier clip, sur le titre Le manque de place est tourné dans la foulée et réalisé par Romain Guélat. Au début 2011, l'émission Passe-moi les Jumelles sur la RTS fait découvrir Carrousel à un large public et les concerts s'enchaînent, avec des dates notamment en Autriche et à Alep, en Syrie.

### En équilibre(2011–2013)
Le groupe retourne en studio à l'automne pour enregistrer les 14 titres d'En équilibre, album qui sortira en Suisse (27e place dans les charts suisses) en mars et en France en juin 2012. Carrousel, à qui la scène semble parfaitement réussir, poursuit ses tournées et se produit comme Découverte au Festival Alors Chante de Montauban. En 2012, le duo enchaîne près de 80 concerts devant un public toujours plus nombreux.
Ils effectuent leurs premiers concerts en Allemagne, au printemps 2013, et de nombreuses dates en Suisse, dont le festival Rock Oz'Arènes ou le Gurten Festival à Bern. La tournée se termine par l'enregistrement d'un CD/DVD live Un tour de live devant 1 800 personnes à Delémont. Carrousel se retire momentanément du circuit pour travailler sur les maquettes du prochain disque. Toujours en 2013, invité par la RTS, le duo prend part à la sélection nationale suisse au Concours Eurovision de la chanson avec la chanson J'avais rendez-vous, en prend la deuxième place en finale, obtenant 17,26 % des voix,.

### L'euphorie(2014–2016)
Le duo est nommé aux Swiss Music Awards 2014 dans la catégorie Best Act Romandie aux côtés de Kadebostany et Bastian Baker. Pour le troisième album du groupe, L'Euphorie, Carrousel fait appel au réalisateur parisien Jean-Louis Piérot, fondateurs des Valentins, qui a également collaboré avec Alain Bashung, Étienne Daho, Renan Luce ou encore Christophe Miossec. Les 13 titres de l'album sont enregistrés et mixés à Paris entre mai et août 2014. L'album (également en vinyle) sort en Suisse le 7 novembre et se classe à la 19e place des charts suisses. Il est suivi d'une tournée dans les clubs. L'album sort en Allemagne est 2016 sur le label Jazzhaus records. Au printemps 2016, le groupe part en tournée dans les Pays de l'Est.

### Filigrane(2017-2019)
Le 29 septembre 2017 sort en Suisse et en Allemagne le quatrième album studio de Carrousel, intitulé Filigrane ,. Comportant 12 titres, l'album est enregistré au Studio ICP à Bruxelles et mixé à Zürich par Lars Christen. À sa sortie, l'album atteint la 17e place des Charts suisses. Les vidéoclips des singles "C'est la vie" et "Plus de couleurs" sont réalisés par Bastien Bron. Le titre "Itinérant" est remixé par le DJ allemand Charming Horses et compte plus de 2 Mio de streams sur Spotify. Cinq titres sortent ensuite en version acoustique sur les plateformes digitales.
Le groupe enchaîne les tournées des salles et des festivals en Suisse (Montreux Jazz Festival, Bierhübeli Bern, Moods Zürich) et en Allemagne (Zelt-Musik-Festival, SWR3 New Pop Festival, Breminale Bremen).

### On avait pensé au tandem(2019)
Pour marquer les dix ans du projet, Sophie Burande et Léonard Gogniat sortent un livre le 26 octobre 2019 "On avais pensé au tandem". Le duo y raconte sa rencontre, ses débuts, les enregistrements des albums, les tournées et de nombreux souvenirs et anecdotes. Le livre est également illustré de nombreuses photos. En parallèle, le duo réalise une tournée de dix concerts dans le Jura (Suisse) dans une formation acoustique.

## Discographie

### Albums studio
- 2010 : Tandem
- 2012 : En équilibre
- 2014 : L'euphorie
- 2017 : Filigrane
- 2021 : Cinq
- 2025 : Éclaircies

### Compilations & Live
- 2013 : Un tour de live